# Incontinencia afectiva
La incontinencia afectiva se define como la pérdida de control cortical de las emociones que se caracteriza por episodios de llanto o risa incontrolables y que se relaciona con daño neurológico producto de enfermedades neurodegenerativas, traumatismos y accidentes cerebrovasculares, entre otras condiciones y patologías. También se utilizan otros términos para hacer referencia a la incontinencia afectiva: incontinencia emocional, afecto pseudobulbar, trastorno involuntario de la expresión emocional, síndrome de incontinencia emocional, afección seudobulbar, «desorden de expresión emocional involuntaria» y risa y llanto patológicos.

## Características
La incontinencia afectiva se caracteriza por episodios breves de risa o llanto incontrolables e intensos, desencadenados por «estímulos triviales o neutros» —aunque también pueden ocurrir sin que exista un «desencadenante distinguible»— que pueden ser incongruentes o independientes del estado de ánimo. Friedman y Chou (2007) señalan que los pacientes con incontinencia afectiva pueden gesticular o mostrar llanto o risa patológicos.
Por su parte, Ahmed y Simmons (2013) afirman que otras personas perciben que tales episodios no son provocados, son desproporcionados o que están «desconectados del contexto circunstancial». El llanto puede ocurrir en situaciones tristes o conmovedoras, pero que en el pasado no causarían tal respuesta emocional por parte del paciente. La risa incontrolable sucede en situaciones medianamente graciosas que, en circunstancias normales, habrían resultado en una «risa ahogada». Los autores también indican que el llanto es una manifestación más común que la risa.
Para regresar a sus actividades normales, el individuo debe esperar de segundos a minutos a que finalice el episodio. De acuerdo con Rosen y Cummings (2007), Poeck (1969) agrupó las características del afecto pseudobulbar en cuatro criterios. Primeramente, «los episodios son inapropiados para la situación» y son precipitados por estímulos no específicos. En segundo lugar, no hay una cercana relación entre la expresión facial y el estado de ánimo. Tercero, estos episodios son «relativamente estereotipados» y es difícil para los pacientes controlar su alcance y duración. Finalmente, «no existen cambios episódicos del ánimo correspondientes con los episodios» y no acarrean una sensación de alivio en la persona. No obstante, los autores discrepan con estos criterios en cuanto a que los episodios no tienen precipitantes específicos, pues, señalan, comúnmente ese no es el caso y, por ejemplo, los episodios de llanto pueden ser producto de «escenas conmovedoras» o emotivas.

## Etiología
Rosen y Cummings (2007) afirman que, probablemente, la incontinencia afectiva es más frecuente en pacientes con esclerosis lateral amiotrófica (ELA), donde se estima una prevalencia de hasta el 50%. A la ELA le siguen la esclerosis múltiple y los trastornos parkinsonianos atípicos. También se puede presentar como resultado de un traumatismo craneoencefálico o de lesión cerebral focal producto de un tumor cerebral o un accidente cerebrovascular. Por su parte, Ahmed y Simmons (2013) aclaran que las estimaciones de prevalencia en varios trastornos neurológicos es alta —varía del 5% a más del 50%—, dependiendo de algunos factores como los criterios diagnósticos o los pacientes estudiados.
Algunos estudios sugieren una prevalencia de por vida de incontinencia afectiva del 10% en pacientes con esclerosis múltiple. Sin embargo, se asocia a etapas avanzadas de la enfermedad, algunas veces descrita como una de las «condiciones clásicas» en las que ocurre la incontinencia. Asimismo, el afecto pseudobulbar también se presenta en la enfermedad de Alzheimer, con una prevalencia que varía del 10 al 74%. Budson y Solomon (2016) aclaran que se observa en la mayoría de las demencias. En el caso del accidente cerebrovascular, Paulsen y Nehl (2005) reportan que la incontinencia emocional se observa en entre el 11 y el 35% y que se asocia a daño en el lóbulo frontal, el puente troncoencefálico y la médula.
Por su parte, con relación al traumatismo craneoencefálico, un estudio de 301 casos reportó una prevalencia del 5%. Schiffer y Pope (2005) afirman que la incontinencia ocurre más comúnmente en las lesiones más graves. Dark, McGrath y Ron (1996) también notan que es posible observar risa y llanto como parte de una convulsión epiléptica. Igualmente, el afecto pseudobulbar se puede presentar en la enfermedad de Parkinson, enfermedad de Wilson, parálisis pseudobulbar sifilítica y algunas encefalitis. Schiffer y Pope (2005) agregan las condiciones asociadas con la epilepsia gelástica y dacrística, mielinolisis central pontina, atrofia olivopontocerebelar, lipidosis y exposición a químicos, como el óxido nítrico e insecticidas.

## Fisiopatología
La fisiopatología de esta condición no se ha comprendido del todo. No obstante, se ha planteado la hipótesis —hipótesis de «desinhibición» o «fenómeno de liberación»— de que el afecto pseudobulbar es resultado de la pérdida de «inhibición voluntaria del que se presume es un centro para la risa y el llanto localizado en el tronco del encéfalo». En este sentido, el centro sería capaz de controlar las funciones «faciorespiratorias» de la risa y el llanto. Estos últimos dos son desencadenados por dos vías neuroanatómicas diferentes. Una vía, sin identificar, llega al tronco y se relaciona con los desencadenantes involuntarios de los «patrones faciorespiratorios» de la risa y el llanto. La otra, que va de la corteza motora al centro, implica el control voluntario de esas «acciones faciorespiratorias».
Por lo tanto, de acuerdo con esta hipótesis, el afecto pseudobulbar está ocasionado por lesiones en las vía voluntaria o «por cualquier estado que cause un ejercicio imperfecto de ese control». También se cree que podría este fenómeno podría estar relacionado con lesiones en el cerebelo. En este sentido, el daño cerebelar causaría que el mecanismo inhibitorio de las células de Golgi —que, en esta hipótesis, establecen un umbral que previene que los «estímulos de bajo nivel» produzcan respuestas de risa o llanto— se vea alterado y, por lo tanto, se reduzca el umbral. Por otro lado, también se considera que los neurotransmisores y neuromoduladores —especialmente la serotonina y el glutamato— podrían estar involucrados en la fisiopatología.

## Diagnóstico
Por lo común, el afecto pseudobulbar se detecta por medio de la entrevista clínica. En algunas ocasiones también se identifica a través de la observación directa del paciente si se presenta un episodio durante el examen. También se puede evaluar con diversas escalas como la escala de labilidad del Centro de Estudios Neurológicos (CNS-LS, por sus siglas en inglés) —cuestionario de siete ítems autoaplicado que pregunta sobre el control de la risa y el llanto— o la escala PLACS —un instrumento administrado por un entrevistador que consiste en 18 preguntas sobre episodios repentinos de llanto y risa—.

### Diagnóstico diferencial
La incontinencia afectiva puede confundirse con depresión. No obstante, la distinción entre ambas condiciones se puede realizar mediante diversas características. La duración de los episodios de incontinencia es más corta en comparación con la depresión. Por otro lado, la respuesta emocional exagerada e incongruente con el estado de ánimo no se presenta en la depresión. Igualmente, los síntomas neurovegetativos de la depresión no se muestran en el afecto pseudobulbar. También se debe distinguir entre este fenómeno y el trastorno bipolar, los efectos inducidos por drogas, la esquizofrenia y la epilepsia.

## Tratamiento
De acuerdo con Ahmed y Simmons (2013), el tratamiento busca disminuir la severidad y frecuencia de los episodios. Para lograrlo se utilizan diversos fármacos, principalmente enfocados al ácido glutámico, noradrenalina o serotonina por medio de antidepresivos tricíclicos —según Dark, McGrath y Ron (1996), diversos estudios han demostrado el valor de estos fármacos en la incontinencia por accidente cerebrovascular— e inhibidores selectivos de la recaptación de serotonina. Regularmente, la respuesta a los antidepresivos llega unos días después del inicio del tratamiento. Específicamente, en diversos estudios se han empleado la sertralina, la fluoxetina, el citalopram, la nortriptilina, la amitriptilina, la fluvoxamina y la paroxetina. Otro tratamiento es la combinación de dextrometorfano y quinidina que parece actuar mediante efectos en diversos receptores, como los NMDA y sigma-1.